# Rhododendron neobritannicum
Rhododendron neobritannicum är en ljungväxtart som beskrevs av Hermann Sleumer. Rhododendron neobritannicum ingår i släktet rododendron, och familjen ljungväxter. Inga underarter finns listade i Catalogue of Life.